# Tramwaje w Duisburgu
Tramwaje w Duisburgu (niem. Straßenbahn Duisburg) – system tramwajowy działający w mieście Duisburg oraz w okolicznych miejscowościach Dinslaken i Mülheim an der Ruhr, w Zagłębiu Ruhry, w Niemczech. Składa się z dwóch linii tramwajowych, którą uzupełnia jedna linia Stadtbahnu. Operatorem jest przedsiębiorstwo Duisburger Verkehrsgesellschaft (DVB).

## Linie
Stan z czerwca 2025 r.
| Linia | Trasa |
| ----- | --- |
| 901   | Obermarxloh Schleife – Marxloh Pollmann – Beeck Denkmal – Laar Kirche – Scholtenhofstraße – Ruhrort Friedrichsplatz – Kaßlerfeld – König-Heinrich-Platz – Duisburg Hbf – Zoo/Uni – Mülheim Speldorf – Mülheim Stadtmitte – Mülheim Hbf |
| 903   | Dinslaken Bf – Walsum Watereck – Marxloh Pollmann – Hamborn Rathaus – Meiderich Bf – Duissern – Duisburg Hbf – König-Heinrich-Platz – Platanenhof – Hochfeld Süd Bf – Wanheim Rheintörchenstraße – Hüttenheim Mannesmann Tor 2         |

## Tabor
Stan z czerwca 2025 r.
| Zdjęcie        | Typ               | Eksploatacja od | Liczba |
| -------------- | ----------------- | --------------- | ------ |
|                | Duewag GT10 NC-DU | 1986            | 23     |
|                | Bombardier NF4    | 2019            | 28     |
| Łączna liczba: | Łączna liczba:    | Łączna liczba:  | 51     |